# Mount Keinath
Mount Keinath är ett berg i Antarktis. Det ligger i Östantarktis. Nya Zeeland gör anspråk på området. Toppen på Mount Keinath är 1 090 meter över havet, eller 139 meter över den omgivande terrängen. Bredden vid basen är 1,1 km.
Terrängen runt Mount Keinath är huvudsakligen lite bergig. Trakten är glest befolkad. Närmaste befolkade plats är Mario Zucchelli Station, 19,1 kilometer söder om Keinath. 